# ويكيبيديا الأوكرانية
ويكيبيديا الأوكرانية (بالأوكرانية: Українська Вікіпедія) هي إصدار اللغة الأوكرانية من موسوعة ويكيبيديا، كتبت أول مقالة في ويكيبيديا الأوكرانية في 30 يناير 2004. وفي 1 أكتوبر 2005، وصلت إلى المقالة رقم 20,000. وهي في المرتبة 14 من بين نسخ الويكيبيديا. وفي يوم 28 مارس 2008 تخطت الويكيبيديا الأوكرانية حاجز 100,000 مقالة ثم عام 2010 تخطت حاجز 200,000 مقالة.

## الإيقاف
في 21 يناير 2014، قرر مجتمع ويكيبيديا الأوكرانية إيقاف الموسوعة يوميًا بين الساعة 4:00 والساعة 4:30 مساءً احتجاجًا على «قوانين الديكتاتورية» في أوكرانيا، التي تقيد حرية التعبير وتشكل تهديدًا على ويكيبيديا الأوكرانية.

## الإحصائيات
| عدد المستخدمين المسجلين | عدد المستخدمين النشيطين | عدد المقالات | صفحات المحتوى | عدد التعديلات | عدد الملفات المرفوعة | عدد الإداريين |
| ----------------------- | ----------------------- | ------------ | ------------- | ------------- | -------------------- | ------------- |
| 807٬993                 | 3٬056                   | 1٬382٬480    | 4٬925٬233     | 45٬597٬789    | 114٬140              | 47            |

## الخط الزمني
- 30 يناير 2004، أول مقالة (عن الذرة [الأوكرانية]
)
- 4 إبريل 2004، الوصول إلى المقالة رقم 1.000
- 1 أكتوبر 2005، الوصول إلى المقالة رقم 20.000
- 15 أكتوبر 2006، الوصول إلى المقالة رقم 30.000
- 12 نوفمبر 2006، الوصول إلى المقالة رقم 40.000
- 16 يناير 2007، الوصول إلى المقالة رقم 50.000
- 17 مايو 2007، الوصول إلى المقالة رقم 60.000
- 9 سبتمبر 2007، الوصول إلى المقالة رقم 70.00
- 13 ديسمبر 2007، الوصول إلى المقالة رقم 80.000
- 24 يناير 2008، الوصول إلى المقالة رقم 90.000
- 28 مارس 2008، الوصول إلى المقالة رقم 100.000
- 7 أبريل 2010، الوصول للمقالة رقم 200.000
- 20 ديسمبر 2010، الوصول إلى المقالة رقم 250.000[7]
- 7 يوليو 2011، الوصول إلى المقالة رقم 300.000 مقالة
- 28 ديسمبر 2011، الوصول إلى المقالة رقم 350.000
- 20 سبتمبر 2012، الوصول إلى المقالة رقم 400.000
- 12 مايو 2014، الوصول إلى المقالة رقم 500.000
- 13 نوفمبر 2015، الوصول إلى المقالة رقم 600.000
- 4 يونيو 2017، الوصول إلى المقالة رقم 700.000[8]
- 10 يوليو 2018، الوصول إلى المقالة رقم 800.000
- 19 أبريل 2019، الوصول إلى المقالة رقم 900.000
- 23 مارس 2020 تخطت حاجز المليون 1.000.000 مقالة.

## المعرض

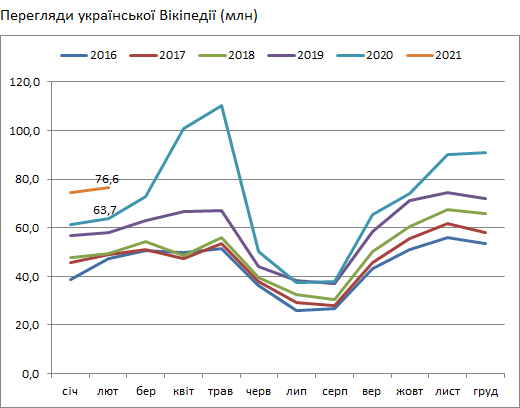
إحصائيات مشاهدة ويكيبيديا الأوكرانية، 2016-2020
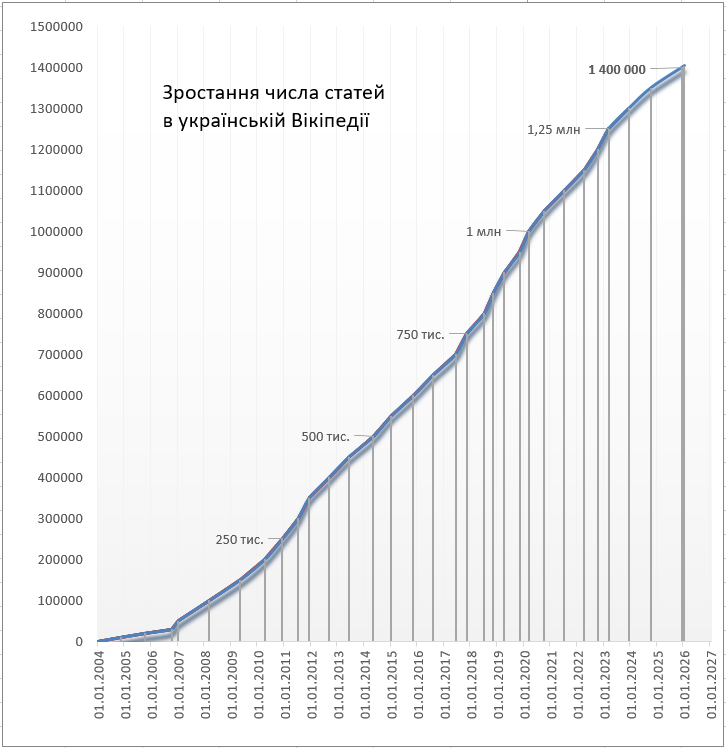
نمو عدد مقالات ويكيبيديا الأوكرانية بين عامي 2004 و2019.